# Арарас
Арарас (порт. Araras)  —  муниципалитет в Бразилии, входит в штат Сан-Паулу. Составная часть мезорегиона Пирасикаба. Входит в экономико-статистический  микрорегион Лимейра. Население составляет 116 566 человек на 2006 год. Занимает площадь 643,457 км². Плотность населения — 181,2 чел./км².

## История
Город основан 15 августа 1862 года. В городе у относительно большого процента населения наблюдается генетическое заболевание ксеродерма из-за близкородственных браков.

## Статистика
- Валовой внутренний продукт на 2003 составляет 1.488.429.039,00 реалов (данные: Бразильский институт географии и статистики).
- Валовой внутренний продукт на душу населения на 2003 составляет 13.422,21 реалов (данные: Бразильский институт географии и статистики).
- Индекс развития человеческого потенциала на 2000 составляет 0,828 (данные: Программа развития ООН).

## География
Климат местности: горный тропический. В соответствии с классификацией Кёппена, климат относится к категории Cwa.